# As Good as New
As Good as New – piosenka szwedzkiego zespołu ABBA otwierająca album Voulez-Vous. Piosenka została wydana jako singel w Meksyku  (z „I Have a Dream” na stronie-B), gdzie stała się hitem numer jeden. „As Good as New” został zrealizowany na singlu również w Argentynie.